# Deutscher Fleischer-Verband

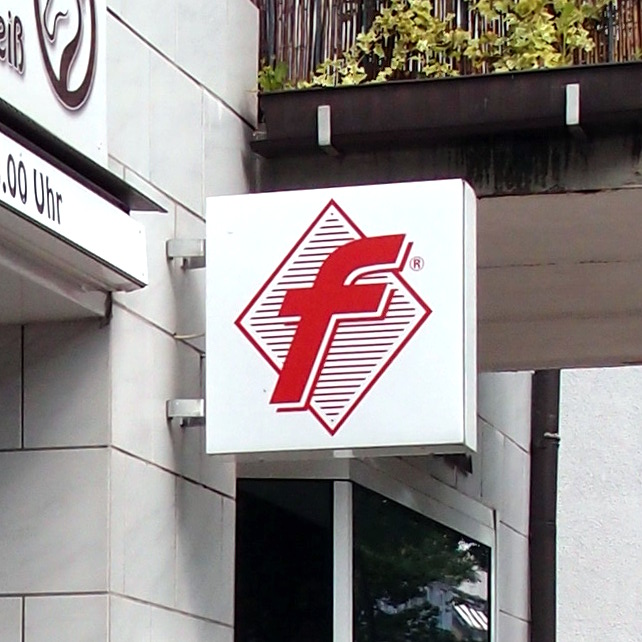
Aushängeschild mit der f-Marke an einem Fleischerfachgeschäft

Der Deutsche Fleischer-Verband e. V. (DFV) ist Dachverband des Fleischer-Handwerks in Deutschland. In ihm sind die 15 Landes-Innungsverbände des Fleischerhandwerks zusammengeschlossen.
Der Verband ist Standesorganisation, Wirtschaftsverband und Interessenvertretung der selbständigen Handwerksbetriebe in Deutschland.  Ende 2016 gehörten ihm nach eigenen Angaben 12.797 eigenständige Meisterbetriebe mit 21.329 stationären Verkaufsstellen an. Als handwerklicher Zentralfachverband ist er dem Zentralverband des Deutschen Handwerks und der Bundesvereinigung der Fachverbände des deutschen Handwerks angeschlossen.
Der DFV wurde 1875 in Gotha gegründet. Sitz der Geschäftsstelle ist Frankfurt am Main. Oberstes Verbandsorgan ist das Präsidium. Diesem gehören der Präsident des DFV sowie vier Vizepräsidenten an. Derzeitiger Präsident ist Herbert Dohrmann.